# Peugeot Typ 18
Der Peugeot Typ 18 ist ein frühes Automodell des französischen Automobilherstellers Peugeot, von dem von 1897 bis 1901 im Werk Audincourt 26 Exemplare produziert wurden.
Die Fahrzeuge besaßen einen Zweizylinder-Viertaktmotor eigener Fertigung, der im Heck liegend angeordnet war und über Kette die Hinterräder antrieb. Der Motor leistete zwischen 6 und 8 PS.
Bei einem Radstand von 170 cm betrug die Fahrzeuglänge 275 cm und die Fahrzeughöhe 220 cm. Die Karosserieform Break bot Platz für acht Personen.